# Burullus-See
Der Burullus-See (arabisch بحيرة البرلس, DMG Buḥayrat al-Burullus; altgriechisch λίμνη Σεβεννυτική limnē Sebennytikē) ist ein See in Ägypten.

## Beschreibung
Der Brackwassersee liegt östlich von Rosetta im Gouvernement Kafr asch-Schaich des Landes. Er gilt als Seen- und Feuchtgebiet von internationaler Bedeutung.
Sein Zufluss besteht zu 97 % aus Sickerwässern der Landwirtschaft, Regenwasser (2 %) und Grundwasser (1 %).
16 % des Wassers verdunsten, und 84 % fließen ins Mittelmeer ab.

## Ökumene
Gemäß Überlieferung hielt sich die so genannte Heilige Familie bei der Flucht nach Ägypten in der Nähe dieses Sees auf.

## Galerie
- Kleines Boot auf Burullus-See

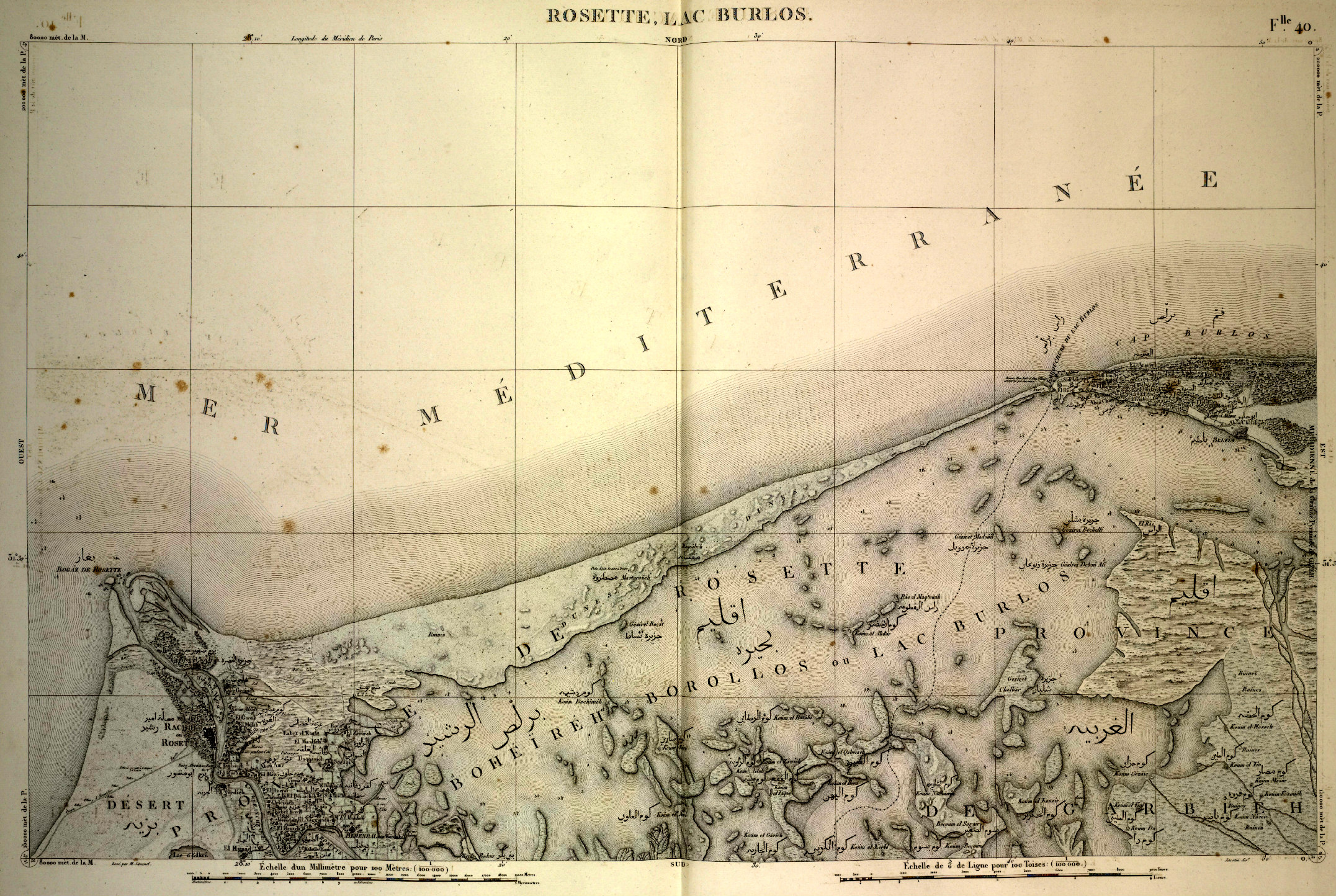
Karte aus dem frühen 19. Jh.